# Orietta Doria
Orietta Doria, död efter 1450, var dam av Lesbos som gift med Dorino I Gattilusio, herre av Lesbos (1428-1455).
Hon var medlem av den mäktiga genuesiska familjen Doria. Hon fick åtminstone sex barn med Dorino I Gattilusio. 
Orietta Doria blev känd i sin samtid för att år 1450 ha lett innevånarna på Mithymna på Lesbos i ett framgångsrikt försök att försvara Lesbos mot ett anfall av den osmanska flottan.
1450 attackerades Lesbos på order av sultan Murad av den osmanska flottan under befäl av amiral Baltaoghli, som förstörde staden Kallone, förde bort 3 000 människor i slaveri och åstadkom skador till ett värde av 150 000 dukater. Orietta Doria, som just då var i Molivos (Mithymna), klädde sig då i rustning och uppmanade stadens innevånare, som var färdiga att kapitulera, att slåss och ledde dem i seger mot osmanerna. Segern gav hennes make tid nog att förhandla fram en fred med Murad genom att påpeka att han aldrig hade brutit fredsavtalet med sultanen samt genom att öka sin tribut till 2 000 i guld. 
Denna handling gjorde Orietta Doria till en hjältinna i sin hemstad Genua. Lesbos hade dock endast skjutit upp den osmanska erövringen, som ägde rum tolv år senare, 1462.